# アニアヌのベネディクトゥス
アニアヌのベネディクトゥス（羅:Benedictus Anianensis、独:Benedikt von Aniane 、旧名 ヴィティザ Vitiza 750年ごろ - 821年2月11日）は、中世のキリスト教の修道院長、修道院改革者。カロリング朝帝国の教会行政の最高顧問としてルイ敬虔帝の統治に参加し、帝国内の全修道院を統括し、帝国に広く『聖ベネディクトゥス戒律』を浸透させる修道院改革を進めた。彼の改革により混合戒律の時代は終わりを告げ、『聖ベネディクトゥス戒律』を唯一の修道戒律とした西欧修道制がここから展開された。その功績により西方教会における「ベネディクト修道制中興の祖」や「ベネディクトゥス2世」と称される。また、生涯を通じて厳格な禁欲生活を行った。カトリック教会および正教会で聖人。

## 生涯
ベネディクトゥスは、750年ごろ、南フランス、ゴティ地方の西ゴート貴族の家系に生まれた。旧名ヴィティザは西ゴート王国末期の王命に由来する名前である。若くしてカロリング家の宮廷に出仕し、生涯でピピン3世、カール大帝、ルイ敬虔王の3王に仕えた。
770年、カールによるイタリア遠征の際、ヴィティザは増水した川で溺れそうになった兄弟を救おうとして、自らも命の危険にさらされた。この出来事をきっかけに彼は回心し、信仰の道に目覚めたと伝えられている。20代半ばに名前をベネディクトゥスに改名し、773年にサン・セーヌ修道院で修道士となった。6年近くに及ぶ厳しい修道生活ののち修道院長に推薦されたが、弛緩した生活を送る他の修道士を嫌った彼は故郷に戻り、アニアヌ川のほとりに礼拝堂を建て、サン=セーヌ修道院で得た同志と共に禁欲的苦行生活を始めた。
しかし修道士の数も増え、数々の困難に直面したベネディクトゥスは、人里離れた地に独居する苦行の生活ではなく、穏健な共住生活こそ修道生活の理想であると考えるようになった。そうして彼はそれまで「初心者向き」と軽んじていた『聖ベネディクトゥス戒律』を全面的に採用し、威厳あるアニアヌ修道院を建設した。
アキテーヌ王ルイが父カール大帝の後を継いで帝位に即位すると、ベネディクトゥスは帝国宗教行政の最高顧問に任命され、アルザスのマルムーティエ修道院の院長を任された。しかし宮廷からマルムーティエ修道院までは距離が開いており、それを嫌ったルイ敬虔王は王宮所在地アーヘンの郊外にコルネリミュンスター修道院を建築し、ベネディクトゥスを院長として呼び戻した。816年のことである。コルネリミュンスター修道院にはベネディクトゥス自身が選んだ30人の修道士が常駐し、『聖ベネディクトゥス戒律』に則った生活が行われた。のちにその30人の修道士たちは帝国各地の修道院に『聖ベネディクトゥス戒律』の指南役として派遣され、ベネディクトゥスを支えた。ルイ敬虔王の庇護下で帝国政治に関与したベネディクトゥスをよく思わなかった宮廷貴族もおり、彼らはベネディクトゥスを「放浪者、財の渇望者、他人の領地への侵入者」といって攻撃した。
ベネディクトゥスの晩年、816年ごろに教会会議が3度アーヘンで開催された。ベネディクトゥスはこの会議で様々な改革を精力的に行ってその力を使い果たし、最終会議閉幕の2年後、821年にインデンでその70余年の人生を終えた。

## 改革

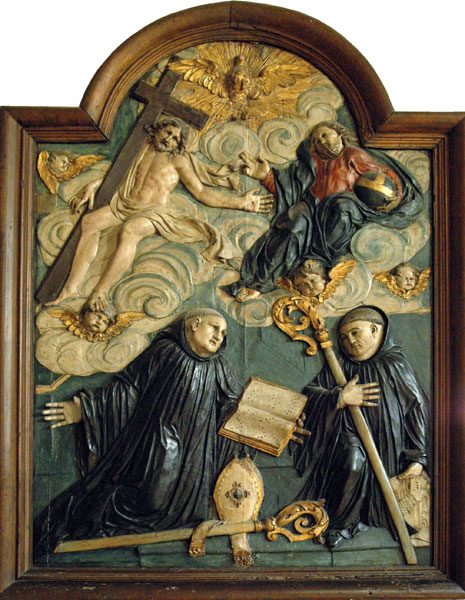
ヌルシアのベネディクトゥス(左)とアニアヌのベネディクト(右)

ルイ敬虔王は、帝国内の統一を保持するためには統一した修道規範が必要不可欠であると考えていた。そのためにベネディクトゥスが主催し開かれたのがアーヘン会議であり、「すべての修道院に1つの誓願」を実現させるために大勢の修道院長が招集された。会議のあと布告された「修道勅令」では、国内の修道士が守るべき詳細な条項が規定された。
修道勅令の冒頭の第1条から第3条では『聖ベネディクトゥス戒律』の遵守の徹底が明記され、戒律の暗記や朗読も推奨された。第4条以下は、健康や食事、入浴、衣服などの修道生活についての規定が多い。さらに第50条には寄進者と死者のために詩篇が歌われることが定められた。また、81条や82条にも死者への祈祷を推奨する文言があり、死者への祈祷を重視されつつあるのがわかる。
修道勅令によって混合戒律の時代は終わりを告げ、『聖ベネディクトゥス戒律』を唯一の修道戒律とした西欧修道制がここから展開された。これ以降西欧には「ベネディクト修道士」しか存在しなくなったのである。一方でミサ、詩篇頌読をはじめとする典礼の合法化により、複雑な典礼の体系が発生した。それゆえに、ベネディクトゥスの改革は「典礼偏重」と批判されることも多い。たしかに『聖ベネディクトゥス戒律』における祈祷、手の労働、読書のバランスは崩れていたが、ベネディクトゥスは労働もある程度重視したことが近年では理解されている。

## 人物
生涯を通じての厳格な禁欲生活を行った。そのため清潔に対して無頓着であり、その生涯を通じて入浴をせず、衣服も40日に1回程度の交換にとどまっていた。不潔なつぎはぎだらけの衣服を着用し、「ノミの大群が皮膚に増殖し、断食によってやせ衰えた肉体を食い漁った」とも評された。また、気難しく食事中にも説教を繰り返したため、人に好かれる性格ではなかったと言われる。

## 主な著作
- 『戒律総覧』(Condex regularum)

『戒律総覧』は東西世界の諸戒律を網羅した集成本である。3部構成であり、第1部は東方の教父たちの戒律、第2部は西欧の教父たちの戒律、第3部は処女への教父たちの戒律である。ベネディクトゥスが期待したほどの反響はなかった。
- 『戒律調和要覧』(Concordia regularum)

『聖ベネディクトゥス戒律』の注釈書である。全文77章から成り、章ごとに様々な文献を引用し、聖ベネディクトゥス戒律を補足・解説している。フルクトゥオスス、イシドルス、カッシアヌス、アウレリアヌス、バシレイオス、パコミウスなど東西様々な教父の文献を引用しており、ベネディクトゥスの視野の広さが窺える。